# ウェルギリウスの墓
『ウェルギリウスの墓』（ウェルギリウスのはか、英: Virgil's Tomb）は、1779年から1785年にかけてジョセフ・ライトによって描かれた3つの油絵。1773年から1775年のイタリア旅行中の作品で、ナポリ付近の破壊された構造物が描かれている。この構造物はこれまで古代ローマの詩人であるウェルギリウスの墓であると解釈されてきた。3作品の中で最も早く1779年に完成したものは、ウェルギリウス没後まもなく活動しウェルギリウスの崇拝者であったシリウス・イタリクスの像を含んでいる。3点のうち2点はダービー博物館・美術館およびアルスター国立博物館で鑑賞できる。
ライトの作品のうちろうそくに照らされた場面を描いたものとは異なり、『ウェルギリウスの墓』では圧倒的な月光によって光が溢れている。このような描写は、ライトが画家として成熟していく過程で、実際に存在したものと実際には存在しないが存在して欲しいと願ったものの微妙なバランス感覚を持っていたことを反映している（Nicolson 1968, p. 83）。

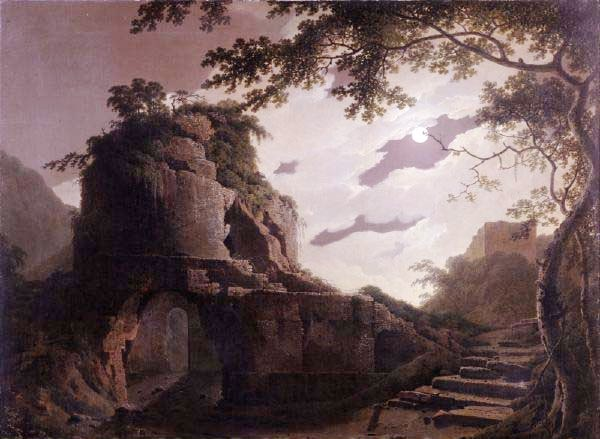
1782版の『ウェルギリウスの墓』。 ダービー博物館・美術館所蔵。

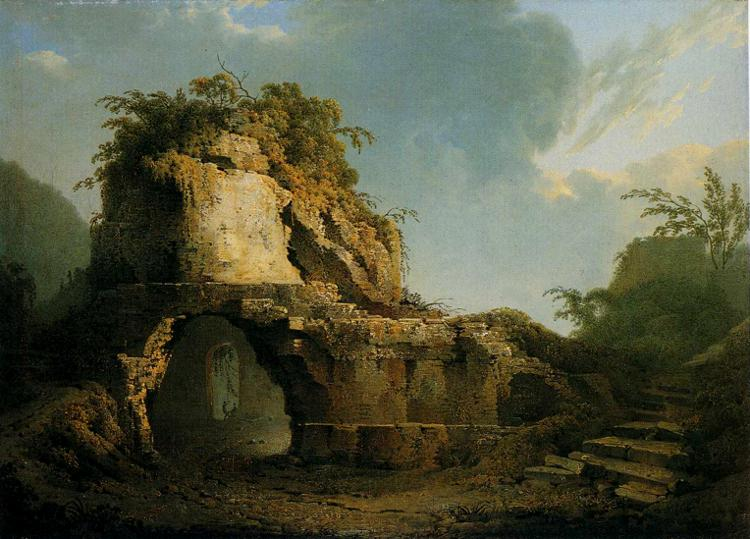
1785年版の『ウェルギリウスの墓：雲を突き破る光』。ベルファスト・アルスター国立博物館所蔵。